# Pollimyrus petricolus
Pollimyrus petricolus är en fiskart som först beskrevs av Daget, 1954.  Pollimyrus petricolus ingår i släktet Pollimyrus och familjen Mormyridae. IUCN kategoriserar arten globalt som livskraftig. Inga underarter finns listade i Catalogue of Life.